# ادوارد اسمیت
ادوارد جان اسمیت (انگلیسی: Edward John Smith؛ ۲۷ ژانویهٔ ۱۸۵۰ – ۱۵ آوریل ۱۹۱۲) افسر نیروی دریایی بریتانیا بود که در حادثه غرق شدن کشتی تایتانیک به عنوان کاپیتان کشتی حضور داشت.

## زندگی شخصی
ادوارد جان اسمیت در شهر هنلی، استافوردشر انگلستان زاده شد. اسمیت در مدرسه بریتانیایی اتروریا مراقبت می‌شد تا اینکه در ۱۲ سالگی به لیورپول رفت و حرفه دریانوردی را در پیش گرفت. در ۱۲ ژوئیه ۱۸۸۷، اسمیت با سارا پنینگتن ازدواج کرد. دختر آنها، هلن اسمیت، در سال ۱۸۹۸ به دنیا آمد.

## کاپیتان کشتی
اسمیت در مارس ۱۸۸۰ به شرکت ستاره سفید پیوست و افسر چهارم کشتی سلتیک شد. در سال ۱۸۸۷ اسمیت برای اولین بار به درجه فرماندهی در کمپانی ستاره سفید رسید و فرمانده کشتی اس اس ریپابلیک شد. در سال ۱۸۸۸ اسمیت تحصیل خود را بیشتر کرد و به درجه ذخیره ویژه نیروی دریایی سلطنتی رسید.

### فرمانده بزرگ
اسمیت به مدت نه سال در سال ۱۸۹۵ فرماندهی را در اس‌اس مجستیک آغاز کرد. در آن زمان برای خدمت‌هایش از پادشاه ادوارد هفتم مدال دریافت کرد. سرانجام اسمیت ناخدای بعضی از کشتی‌های کمپانی ستاره سفید شد. او را به عنوان (کاپیتان میلیونر) می‌شناختند. او در سال ۱۹۰۴ فرماندهی کشتی‌های بزرگ را قبول کرد و فرمانده کشتی جدید شرکت ستاره سفید، بالتیک شد و سفرش را که از لیورپول تا نیویورک بود، بدون هیچ مشکلی به پایان رساند. بعد از سه سال اسمیت به دومین کشتی بزرگ آن زمان، کشتی آدریاتیک پیوست و بدون هیچ مشکلی به سفر دریایی رفت.
در مدت فرماندهی کشتی آدریاتیک اسمیت از نیروی دریایی سلطنتی انگلستان مدال دیگری به دلیل سرویس طولانی دریافت کرد.

### فرماندهی کشتی‌های طبقه المپیک
اسمیت شهرت زیادی در دنیا به دست آورد و به یکی از باتجربه‌ترین کاپیتان‌ها تبدیل شد. او اولین فرمانده بزرگ‌ترین کشتی دنیا در آن زمان، یعنی کشتی آرام‌اس المپیک شد. در ۱۲ ژوئن ۱۹۱۱ سفر دریایی او از لیورپول به نیویورک با موفقیت به پایان رسید.

### حادثه هاوک
در ۲۰ سپتامبر ۱۹۱۱ المپیک با کشتی جنگی بریتانیایی، اچ ام اس هاوک تصادف کرد و پروانه‌های المپیک صدمه دید و کشتی برای تعمیر به ساوت‌همپتون رفت. در جستجویی که نیروی دریایی سلطنتی به عمل آورد المپیک را در این تصادف مقصر دانستند. در مدت این حادثه کاپیتان اسمیت فرمانده کشتی بود. المپیک به بلفاست بازگشت و برای تعمیر المپیک شرکت هارلاند اند ولف اتمام تایتانیک را به تأخیر انداخت. در فوریه ۱۹۱۲ المپیک به دریا برگشت ولی یکی از پروانه‌های المپیک گم شد و دوباره و دوباره المپیک به تعمیر و سفر دریایی تایتانیک از ۲۰ مارس به ۱۰ آوریل تغییر کرد.

## آر ام اس تایتانیک
۱۰ آوریل ۱۹۱۲، اسمیت در ساعت ۷ صبح سوار تایتانیک شد تا برای جلسه هیئت تجارت در ساعت ۸:۰۰ صبح آماده شود. او بلافاصله به کابین خود رفت تا گزارش قایقرانی را از افسر ارشد هنری وایلد دریافت کند. پس از حرکت تایتانیک در ظهر، حجم عظیمی از آبی که توسط تایتانیک جابجا شده بود، باعث شد نیویورک آرام از لنگرگاه‌های خود جدا شود.
چهار روز اول سفر بدون حادثه سپری شد، اما در ۱۴ آوریل ۱۹۱۲، اپراتورهای رادیویی تایتانیک شش پیام از کشتی‌های دیگر دریافت کردند که هشدار می‌دادند کوه یخ در کمین است اگر چه خدمه از وجود یخ در مجاورت آگاه بودند، اما سرعت کشتی را کاهش ندادند و با سرعت ۲۲ گره (۴۱ کیلومتر در ساعت، ۲۵ مایل در ساعت) به راه‌شان ادامه دادند. سرعت بالای تایتانیک در آب‌هایی که کوه یخ کمینشان بود بعداً به عنوان بی‌احتیاطی مورد انتقاد قرار گرفت، به گفته افسر پنجم، هارولد لو، قرار بر این بود که "به جلو حرکت کنیم و برای جلوگیری از برخورد به کوه یخ نگهبانان کشتی به سرعت به ما اصلاع بدهند.
گزارش‌های متعددی در مورد اقدامات اسمیت در حین غرق شدن کشتی وجود دارد. برخی می‌گویند که او تمام تلاش خود را برای جلوگیری از وحشت مسافران انجام می‌داد و تمام تلاش خود را برای کمک به تخلیه مسافران از کشتی بود.
پس از پایین رفتن کشتی زیر اقیانوس اسمیت در آن شب به همراه ۱۵۰۰ نفر دیگر مسافران جان باخت و جسد او هرگز پیدا نشد.

## مرگ
هیچ‌کس دربارهٔ مرگ وی در شب غرق شدن تایتانیک اطلاعات کاملی ندارد. در کتاب رابرت بالارد (کاشف تایتانیک) او ادعا کرده اسمیت قصد داشت ۱۰ دقیقه قبل از غرق شدن کشتی به عرشه برود. این تصور در فیلم تایتانیک سال ۱۹۹۷ محصول آمریکا به نمایش گذاشته شد. در مورد مرگ وی عده‌ای می‌گویند به داخل آب شیرجه زده و یک کودک را به سمت قایق نجات برده.
جسد ناخدا اسمیت هیچ وقت پیدا نشد.

## نمایش
اولین بازیگری که نقش اسمیت را بازی کرد بازیگر آلمانی، اوتو ورنایک در فیلم تایتانیک در سال ۱۹۴۳ بود. در فیلم‌های (شب بیاد ماندنی) لورنس نیسمیت و (اس.او. اس تایتانیک) هری اندروز و فیلم تلویزیونی کوتاه تایتانیک ۱۹۹۶ جرج اسکات نقش اسمیت را بازی کردند. در فیلم تایتانیک ۱۹۹۷ برنارد هیل نقش اسمیت را بازی کرد که در این فیلم اسمیت کشتی را ترک نکرد و به عرشه فرماندهی رفت و در زیر آب در گذشت. در فیلم مستند اشباح غوطه‌ور جان دونوان نقش اسمیت را بازی کرد.